# Józef Bonawentura Załuski
Józef Bonawentura Załuski, né à Ojców le 14 juillet 1787 et mort à Cracovie le 25 avril 1866, est un officier et écrivain polonais qui participe aux guerres napoléoniennes de 1807 à 1814.

## Biographie
Né à Ojców, Załuski entre en 1807 au régiment des chevau-légers polonais de la Garde impériale qui vient d'être créé. Le 5 juin de la même année, il est lieutenant en second puis le 4 octobre 1808, lieutenant en premier. Il combat avec son régiment pendant la guerre d'indépendance espagnole et lors de la campagne d'Autriche. En février 1811, il est capitaine puis chef d'escadron en 1813. En 1814, au début de la campagne de France, il intègre le 3e régiment d'éclaireurs de la Garde impériale mais est fait prisonnier à la bataille de Brienne.
En 1815, il fait partie de l'armée polonaise du Royaume du Congrès et devient adjudant auprès du tsar Alexandre Ier puis de Nicolas Ier. Au cours de l'insurrection de novembre 1830, il est le chef des services de renseignements et commandant d'une division des troupes polonaises. Pendant le printemps des peuples, il commande la Garde nationale de Lviv. Załuski meurt le 25 avril 1866 à Cracovie.